# Andrew Zimmern
Pour les articles homonymes, voir Zimmern.
Andrew Zimmern, né le 4 juillet 1961 à New York, est un chef et critique gastronomique américain. Il est le créateur, producteur et animateur des émissions culinaires Bizarre Foods et Andrew Zimmern's Bizarre World diffusées sur la chaîne de télévision américaine Travel .